# Alfonsina Orsini
Alfonsina Orsini, född 1472, död 7 februari 1520, var en florentinsk regent. Hon var dotter till Roberto Orsini, greve Tagliacozzo, och Catherine San Severino. Hon gifte sig 1488 med Piero di Lorenzo de' Medici och blev mor till Lorenzo II de' Medici, som från 1512 var härskare i Florens. Hon utövade ett stort inflytande över statens angelägenheter och regerade republiken Florens i sin sons ställe under hans frånvaro 1515–1519.